# Вежховіни-Старі
Вежховіни-Старі (пол. Wierzchowiny Stare) — село в Польщі, у гміні Семень Парчівського повіту Люблінського воєводства.